# Grete Eliassen
Grete Eliassen (ur. 19 września 1986 w St. Louis Park) – amerykańska i norweska narciarka dowolna, specjalizująca się w slopestyle’u i half-pipie. Jak dotąd nie startowała na igrzyskach olimpijskich. Na mistrzostwach świata startowała trzykrotnie. W 2005 roku wywalczyła brązowy medal w halfpipie, natomiast w 2013 zdobyła również brązowy medal mistrzowski ale tym razem w slopestyle’u. Najlepsze wyniki w Pucharze Świata osiągnęła w sezonie 2012/2013, kiedy to zajęła 216. miejsce w klasyfikacji generalnej, a w klasyfikacji slopestyle’u była 47.

## Osiągnięcia
| Miejsce | Dzień    | Rok  | Miejscowość | Konkurencja | Zwyciężczyni        |
| ------- | -------- | ---- | ----------- | ----------- | ------------------- |
| 3.      | 17 marca | 2005 | Ruka        | Halfpipe    | Sarah Burke         |
| 7.      | 3 lutego | 2011 | Park City   | Slopestyle  | Anna Segal          |
| DNS     | 5 lutego | 2011 | Park City   | Halfpipe    | Rosalind Groenewoud |
| 3.      | 9 marca  | 2013 | Voss        | Slopestyle  | Kaya Turski         |

### Puchar Świata

#### Miejsca w klasyfikacji generalnej
- sezon 2012/2013: 216.
- sezon 2013/2014: 69.

#### Miejsca na podium w zawodach
1. Copper Mountain – 21 grudnia 2013 (slopestyle) – 3. miejsce